# 남부 독일 공세
남부 독일 공세는 제2차 세계 대전의 유럽 전구에서 마지막 공세 중 하나이다. 이 공세는 미군 7 군과 3 군, 프랑스 공화국 임시 정부의 1 군이 주도했다. 소련군은 체코슬로바키아에서 실리비체 전투와 함께 미군과 조우했다. 이 공세에서 미국 6군단이 미국 12군단의 우측 측면을 보호하고 알프스산맥에서 독일군의 최후 저항을 막기 위해 진격했다. 그러나, 독일군의 저항은 북쪽에서보다 훨씬 더 치열하여 6군단의 진격이 지연되었다. 그러나, 이후 4월 말까지 많은 독일군이 항복하고 미군은 피해 없이 빠르게 전진할 수 있게 되었다. 미군 7 군의 VI 군단은 이탈리아에서 진격하는 5 군과 조우했고, 3 군은 알프스산맥에서 오스트리아와 체코슬로바키아로 진격하여 동쪽에서 오던 소련군과 조우했다. 5월 8일 독일의 항복 이후에도 독일군은 미군에게는 항복하면서 소련군과는 전투하며 며칠 동안은 전투가 계속되었다.